# Hudson Lowe

Sir Hudson Lowe

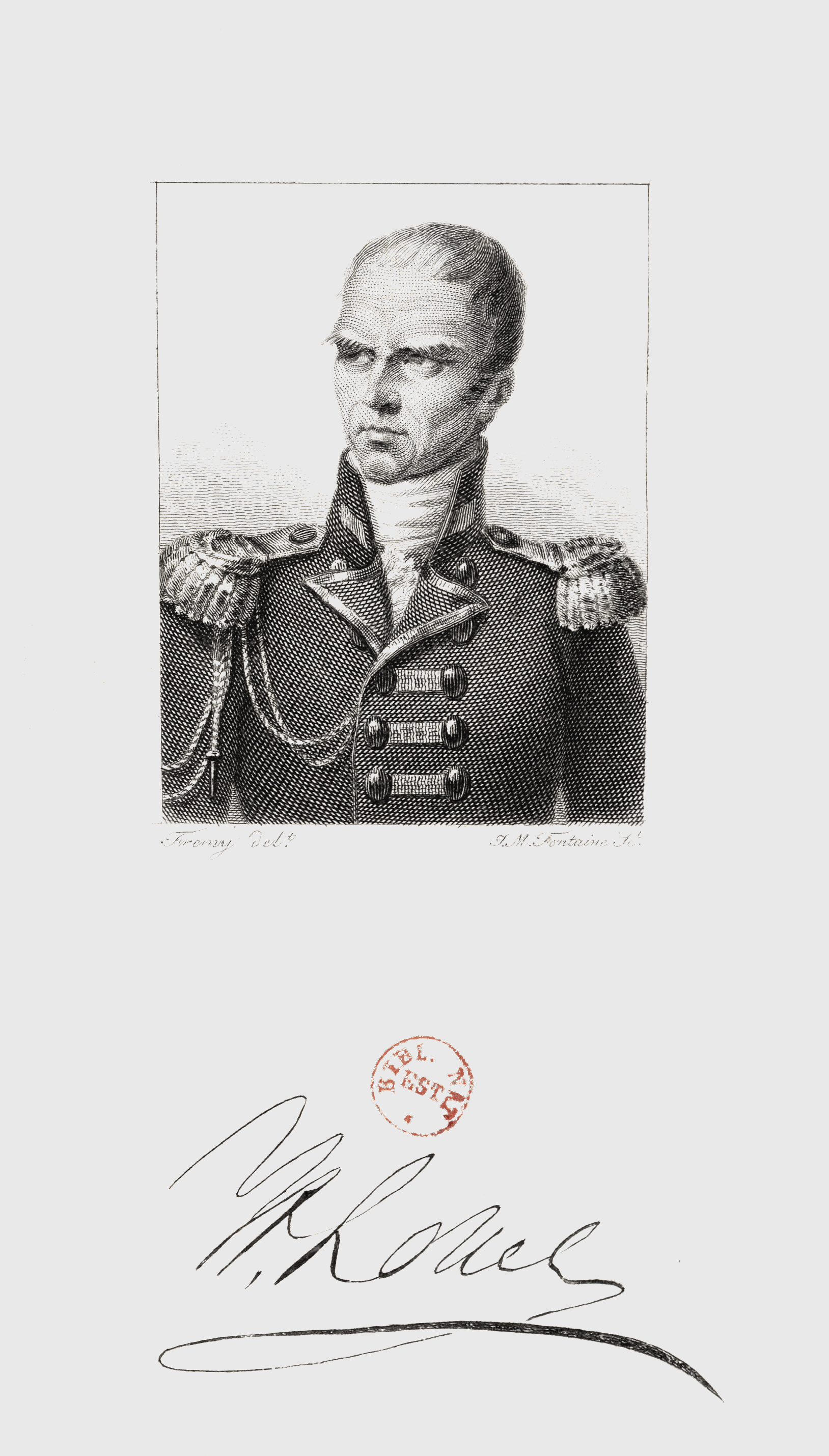
Sir Hudson Lowe, mit Unterschrift

Sir Hudson Lowe, GCMG KCB (* 28. Juli 1769 in Galway, County Galway, Irland; † 10. Januar 1844 in London, England) war ein britischer General. Er war während Napoleons Gefangenschaft auf St. Helena Gouverneur der Insel (1816–1821).
Wegen der ihm von der britischen Regierung zur Pflicht gemachten Strenge, mit der er bei der Bewachung Napoleons verfuhr um jeden Fluchtversuch unmöglich zu machen, ist Lowe, wenigstens teilweise ohne eigene Schuld, der Gegenstand vielfältiger Anfeindungen und Verdächtigungen geworden, die ihm eine traurige Berühmtheit verschafft haben.

## Leben
Hudson Lowe war der Sohn des britischen Armeechirurgen John H. Lowe und dessen aus Irland stammenden Frau Elizabeth geb. Morgan. Er verbrachte seine Kindheit in verschiedenen Garnisonsstädten und erhielt vor seinem zwölften Lebensjahr eine Stelle als Ensign in der East-Devon-Miliz. 1785 trat er in das Regiment seines Vaters, das Linieninfanterieregiment 50th (West Kent) Regiment of Foot, ein, das zu dieser Zeit auf Gibraltar stationiert war.
Er nahm als Lieutenant an der Expedition gegen Toulon teil und diente darauf in Portugal, auf Menorca, in Ägypten und Malta. Nach dem erneuten Ausbruch des Krieges mit Frankreich 1803 avancierte er zum Major, 1804 zum Lieutenant-Colonel und Kommandeur der von ihm aufgestellten korsischen Jäger (Corsican Rangers), mit denen er schon in Ägypten gewesen war. Danach diente er in Neapel unter Sir James Craig, verteidigte 1808 die Insel Capri gegen die übermächtigen Muratisten und erhielt, als er schließlich kapitulieren musste, freien Abzug nach Sizilien für seine Truppen mit Waffen und Gepäck.
Später war er mit den Corsican Rangers an der Einnahme von Zakynthos und Kefalonia beteiligt und diente einige Monate als Gouverneur von Kefalonia und Ithaka, später von Santa Maura. 1812 kehrte er nach Großbritannien zurück, avancierte zum Colonel, wurde 1813 britischer Verbindungsoffizier im Hauptquartier Blüchers, dem er 1814 nach Frankreich folgte.
In den Feldzügen von 1813/14 war er an dreizehn wichtigen Schlachten beteiligt und wurde im April 1814 auserwählt, die Nachricht von Napoleons erster Abdankung nach London zu bringen. Er wurde zum Ritter geschlagen und zum Major-General befördert; außerdem erhielt er zahlreiche preußische und russische Auszeichnungen.
Im Begriff, als Generalquartiermeister am Feldzug in Belgien teilzunehmen, erhielt Lowe das Angebot, Oberbefehlshaber der Truppen in Genua zu werden. Auf dem Weg dorthin erreichte ihn am 1. August 1815 in Südfrankreich die Ernennung zum Gouverneur von St. Helena und Gefangenenwärter Napoleons, der sich am 15. Juli freiwillig an Bord des britischen Linienschiffes HMS Bellerophon begeben hatte. Sir Hudson Lowe traf am 14. April 1816 mit seiner Familie und mehreren Dienern und Sekretären auf St. Helena ein und trat am folgenden Tag offiziell sein Amt an.
Lowe ging sofort daran, die Sicherheitsvorkehrungen für seinen Gefangenen zu verschärfen. Er erhöhte die Zahl der Wachsoldaten, ließ das Grundstück um Longwood House, Napoleons Residenz, mit Maschendraht einzäunen und nachts mit Posten umstellen. Ein Offizier musste sich zweimal täglich mit eigenen Augen von Napoleons Anwesenheit überzeugen und jeder Schriftverkehr musste zuvor in Plantation House, der Residenz des Gouverneurs, vorgelegt werden.
Das Verhältnis zwischen den beiden Kontrahenten Napoleon und Lowe war durch Imponiergehabe und Taktlosigkeiten auf beiden Seiten vom ersten Tag an gespannt. Sie verstanden einander nicht. Napoleon, der sehr unter dem Klima, der Eintönigkeit der Tage und der Einschränkung seiner Bewegungsfreiheit litt, beantwortete die zaghaften Versuche Lowes, ihm das Leben erträglicher zu machen, mit absichtlichen Brüskierungen und gezielten Provokationen. Lowe reagierte – besonders, nachdem im Oktober 1816 zusätzlich Gerüchte laut wurden, die eine bevorstehende Befreiungsaktion möglich erscheinen ließen – mit immer strengeren, zum Teil absurden Sicherheitsvorkehrungen, bis Napoleon schließlich das Haus kaum noch verließ. Auch ließ der Gouverneur einige Personen aus Napoleons engster Umgebung, darunter den Leibarzt des Kaisers Barry O’Meara (Juli 1818) und den Grafen de Las Cases und dessen Sohn (November 1816), von der Insel entfernen. Beide veröffentlichten später Schriften, in denen sie Napoleons Behandlung durch Lowe verurteilten. Las Cases' Mémorial de Sainte-Hélène, erschienen 1823, wurde ein Bestseller und beschädigte Lowes Ansehen in der britischen Öffentlichkeit nachhaltig. Am 20. August 1816 trafen Lowe und sein Gefangener im Garten des britischen Admirals Sir Pulteney Malcolm zum letzten Mal zusammen, von da an fand jeder Kontakt nur noch über Dritte statt.
Nach Napoleons Tod (5. Mai 1821) kehrte Lowe nach Großbritannien zurück und erhielt den Dank Georgs IV. Am 22. Oktober 1822 wurde Lowe von Emmanuel de Las Cases, dem Sohn des Grafen de Las Cases, auf öffentlicher Straße beleidigt und zum Zweikampf herausgefordert, lehnte das Duell aber ab.
1823 wurde er Gouverneur der Bermudas und 1825 Oberbefehlshaber der britischen Truppen auf Ceylon, wurde aber nicht zum Gouverneur ernannt, als der Posten nach der Abberufung von Lieutenant-General Sir Edward Baines (1830) vakant wurde. Lowe wurde 1830 zum Lieutenant-General befördert und 1842 Colonel seines alten Regiments, des 50th (West Kent) Regiment of Foot.
Lowe starb am 10. Januar 1844 in Chelsea und wurde in der Crypta der 1974 profanierten St. Marks’s Church in Mayfair bestattet, wo zuvor auch seine Frau beigesetzt wurde.

## Familie und Nachkommen
Hudson Lowe heiratete 1816 Susan de Lancey Johnson (1782–1832), die Witwe von Colonel William Johnson und Tochter von Stephan de Lancey (zuletzt Gouverneur von Tobago). Aus der Ehe stammten mehrere Kinder, darunter Generalmajor Edward William Howe de Lancy Lowe (1820–1880).

## Würdigung
Hudson Lowe war ein tapferer, hochdekorierter und für seine Zeit ungewöhnlich gebildeter Soldat. Er sprach fließend italienisch und französisch und war als Kommandeur eines unter britischer Fahne kämpfenden korsischen Verbandes mit der Mentalität der Korsen vertraut. Sowohl Blücher als auch Gneisenau lobten seine Tapferkeit und sein Urteilsvermögen. Als britischer Verbindungsoffizier in Blüchers Hauptquartier war er im Umgang mit hochgestellten Offizieren und Staatsmännern, darunter auch der russische Zar Alexander I., erprobt. Diese Eigenschaften ließen ihn als Wächter eines exilierten Kaisers geeignet erscheinen.
Aber seine Wahl zum Kerkermeister Napoleons war nicht unumstritten. Viele, darunter auch Arthur Wellesley, 1. Duke of Wellington, hielten ihn für eine schlechte Wahl, denn er galt als pflichtbewusst und gewissenhaft, aber phantasielos. Er hatte den vielfachen Anfechtungen Napoleons, der ihn als ehemaligen Befehlshaber korsischer Deserteure von vornherein ablehnte, intellektuell nichts entgegenzusetzen. Lowe erfüllte seinen Auftrag unter dem Druck seiner Anweisungen und der schweren Verantwortung, die auf ihm lastete, mit übermäßigem Ernst und kleinlicher Pedanterie.
So entstand das noch heute vorherrschende Bild eines engstirnigen, misstrauischen Beamten, der – von der ständigen Angst beherrscht, Napoleon könne ein zweites Mal entweichen – sich sklavisch an seine Vorschriften hielt und seinem prominenten Gefangenen durch kleinliche und schikanöse Vorschriften das Leben zur Hölle machte.

## Zitate
- Napoleon beschrieb das Verhältnis der beiden so: „Wir sind nicht von derselben Art, wir können einander nicht verstehen; unsere Gefühle sprechen nicht dieselbe Sprache.“ (Las Cases, Bd. 2, S. 237; zitiert nach J. Blackburn: The Emperor’s Last Island, 1993).

- „Ich habe Tataren, Kosaken und Kalmücken gesehen, aber niemals so ein finsteres und abstoßendes Gesicht.“ (Napoleon über Lowe)

## Veröffentlichungen
- Hudson Lowe: Mémorial relatif à la captivité de Napoleon à Ste-Hélène. 2 Bände, Paris 1830.
  - deutsch: Napoleon auf St. Helena. Memoiren. Stuttgart 1830.
- Hudson Lowe: Der sterbende Napoleon. Unveröffentlichtes Tagebuch von Hudson Lowe. Hrsg. von Paul Frémeaux. Reiss, Berlin 1911; Reprint Salzwasser Verlag, Paderborn 2011, ISBN 978-3-86195-725-6.